# Halmstad–Jönköpings Järnvägsaktiebolag
Halmstad–Jönköpings Järnvägsaktiebolag war eine schwedische Eisenbahngesellschaft.

## Vorgeschichte
Am 1. Juli 1869 fand ein Treffen in Halmstad statt, bei dem die Möglichkeit des Baus einer Eisenbahnstrecke von Halmstad nach einem geeigneten Punkt an der Södra stambanan untersucht wurden. Das Thema wurde im Stadtrat von Halmstad diskutiert. Halmstadts Bürgermeister Thure Stockenberg, der Arzt P. O. Sjöstrand, der Händler C. O. Schéle, der Apotheker Carl Fredric von Sydow sowie der Händler G. E. Falck beauftragten Claes Adolf Adelsköld mit der Untersuchung über die angedachte Bahnstrecke und deren mögliche Zielpunkte sowie der Ausarbeitung von Kostenvoranschlägen. Bei einem weiteren Treffen im Dezember 1869 wurde als Endpunkt der zu errichtenden Strecke in Jönköping festgelegt.

## Halmstad–Jönköpings Järnvägsaktiebolag

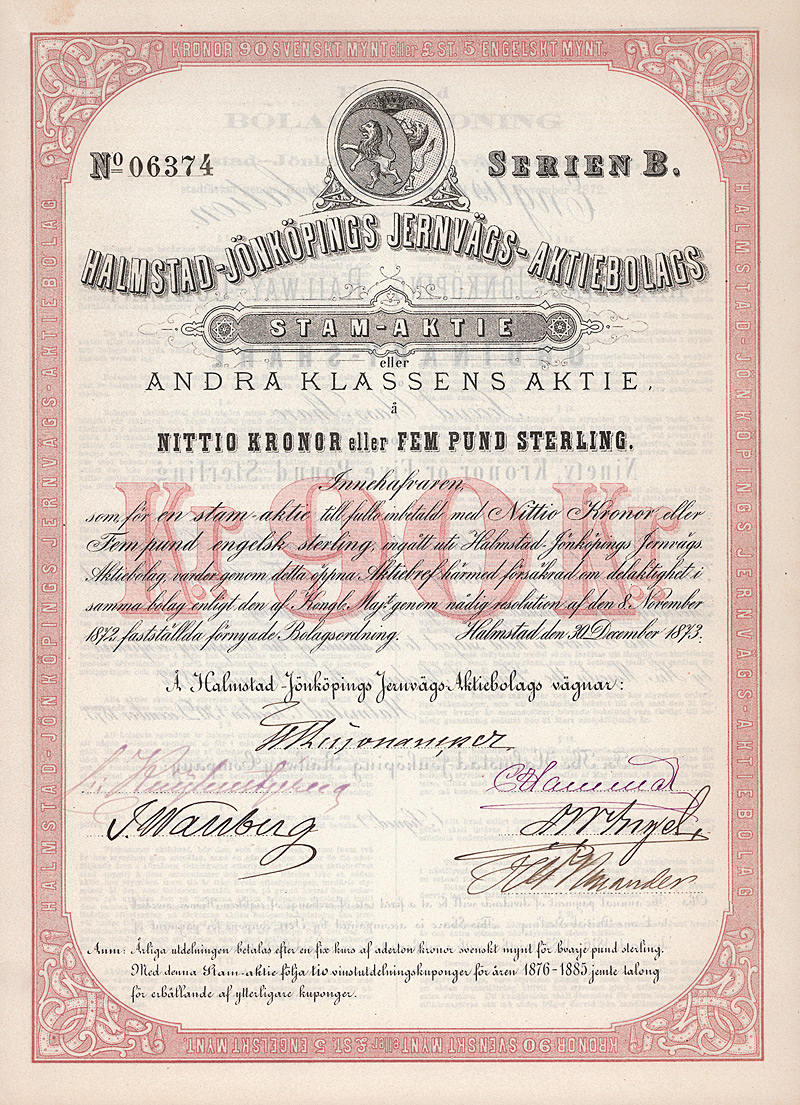
Aktie der Halmstad–Jönköpings Järnvägsaktiebolag vom 30. Dezember 1873

Im April 1870 wurde beschlossen, eine Aktiengesellschaft zur Errichtung der Strecke zu gründen. Am 9. Dezember 1871 fand in Gislaved die konstituierende Generalversammlung statt, die am 15. Januar 1872 in Halmstad fortgesetzt wurde. Dies ist der offizielle Gründungstag der Halmstad–Jönköpings järnvägsaktiebolag (HJJ).
Es wurde beschlossen, dass die Bahnstrecke "von Halmstad, vorbei an Oskarström, über Torup, vorbei am See Bolmen, nach Värnamo und in der Nähe von Taberg nach Jönköping oder an einen anderen Punkt auf der Stambanan  südlich von Jönköping führen sollte, zusammen mit dem Abzweig nach Gislaved". Mit dem Bau wurde Billups & Makinson beauftragt. Die Spurweite sollte gleich der Staatsbahn sein, die Arbeiten sollten im Juni 1872 beginnen. Nach vier Jahren Bauzeit sollte der Betrieb nach Jönköping aufgenommen werden, die Zweigstrecke nach Gislaved sollte ein Jahr später folgen. Zur Finanzierung gab die Gesellschaft Schuldverschreibungen und Aktien aus.
Daraufhin wurde die Konzession für die Strecke Halmstad–Torup am 13. September 1872 erteilt. Die Rückversicherung für die Aktiengesellschaft übernahm Göteborgs Handelskompani. Nachdem die Bauarbeiten begonnen hatten, musste über den weiteren Weg der Strecke ab Torup verhandelt werden. Bei einer außerordentlichen Hauptversammlung wurde die Streckenführung wie folgt festgelegt: Torup–Kinnared–Smålandsstenar–Bredaryd–Värnamo. Darüber hinaus wurde beschlossen, dass der Endpunkt Nässjö statt Jönköping werden soll. Zum ersten Mal kam auch der Vorschlag, dass das Unternehmen seinen Namen in Halmstad–Nässjö Järnvägsaktiebolag ändern solle. Dies lehnte jedoch Göteborgs Handelskompani ab.
Die Baugenehmigung für den Abschnitt Torup–Lindenfors erfolgte am 9. September 1873. Mit fortschreitendem Bau wurde es immer schwieriger, das dafür notwendige Kapital zu erhalten. Dies gelang mit Unterstützung von Bankdirektor André Oscar Wallenberg und so konnte am 1. September 1877 der öffentliche Verkehr auf dem Streckenabschnitt zwischen Värnamo und Halmstad beginnen. Nun wurden die ersten Erlöse erwirtschaftet.
Nachdem sich Makinson aus dem Baugeschäft zurückgezogen hatte, traten 1878 die verantwortlichen Bauingenieure zurück. Billups konnte die Bauarbeiten nur sehr langsam fortführen. Mit der Insolvenz der Göteborgs Handelskompani traten weitere Probleme auf, so dass 1880 der Vertrag mit Billups aufgelöst werden musste.
Immerhin gelang es noch, den Streckenabschnitt Värnamo–Lindenfors am 3. Januar 1880 dem öffentlichen Verkehr zu übergeben. Mit dem Ingenieur Carl Johan Jehander wurde im Mai 1881 ein neuer Bauauftrag ausgehandelt. Dieser baute die Strecke bis Ende 1882 von Lindenfors bis Nässjö fertig und am 21. Dezember 1882 konnte die gesamte Strecke zwischen Halmstad und Nässjö dem öffentlichen Verkehr übergeben werden.

## Insolvenz der Gesellschaft
Die nächsten Jahre wurden zu einem wirtschaftlichen Kampf für die Eisenbahngesellschaft, denn die Strecke warf keine Gewinne ab. So wurde in einer außerordentlichen Hauptversammlung beschlossen, die Eisenbahn zu verkaufen. Am 26. Januar 1885 wurde das Unternehmen für bankrott erklärt.

## Halmstad–Nässjö Järnvägsaktiebolag
In der anschließenden Versteigerung wurde die Eisenbahn vom Stockholmskonsortium unter dem Bankdirektor Wallenberg für eine Million Kronen gekauft. Die Halmstad–Jönköpings Järnvägsaktiebolag wurde offiziell am 17. Juni 1885 in Halmstad aufgelöst. Die neuen Eigentümer verabschiedeten die Satzung der neuen Gesellschaft am 26. Juni 1885, am 29. Juni erfolgte die Gründung der Halmstad–Nässjö Järnvägsaktiebolag (HNJ). Wallenberg wurde der erste Vorsitzende. Damit begann der methodische Aufbau einer neuen Bahngesellschaft.